# اعترافات نات تيرنر (رواية)
اعترافات نات تيرنر (بالإنجليزية: The Confessions of Nat Turner) هي رواية صادرة عام 1967م وحائزة على جائزة بوليتزر عن فئة الأعمال الخيالية للكاتب الأميركي ويليام ستايرون. قُدمت على هيئة سرد بصيغة المتكلم على لسان الشخصية التاريخية نات تيرنر، تتعلق الرواية بتمرد العبيد في فيرجينيا عام 1831م. مبنية على سرد مباشر لاعترافات تيرنر نشره محامٍ محلي اسمه توماس روفين غراي عام 1831م تحت اسم اعترافات نات تيرنر: قائد العصيان الأخير في ساوثامبتون بولاية فيرجينيا.
أدرجت مجلة التايم الرواية في قائمة مجلة التايم لأفضل 100 رواية باللغة الإنجليزية من العام 1923 وحتى العام 2005.

## خلفية تاريخية
الرواية مبنية على مستند لا يزال موجودًا، «اعترافات» تيرنر للمحامي أبيض البشرة توماس روفين غراي. في الاعترافات التاريخية، يدعي تيرنر أنه يحمل رسالة إلهية، وأن الله كلفه بمهمة قيادة ثورة عبيد وسحق العرق الأبيض.
تحاول رواية ستايرون الطموحة أن تتخيل شخصية نات تيرنر؛ ولا تزعم الوصف الدقيق أو الموثوق للأحداث كما حدثت. يعتبر بعض المؤرخين سرد غراي لـ «اعترافات» تيرنر مُجحف، وزعم أحد الكتّاب مؤخرًا أن سرد غراي تلفيق بحد ذاته.
تلاعب ستايرون بنات تيرنر التاريخي كما طاب له، الذي كانت حياته، عدا ذلك، غير مؤرخة. «الاعترافات» متعاطفة إلى حد كبير مع تيرنر، إن لم تكن كذلك مع أفكاره.[بحاجة لمصدر]

## ملخص الحبكة
تجري الأحداث في نوفمبر من عام 1831. يقبع الأفريقي الأميركي نات تيرنر في سجن فيرجينيا منتظرًا تنفيذ حكم إعدامه عقابًا على جرائمه. قاد نات تمرد عبيد انتهى بمقتل العشرات من البِيض إلى جانب العديد من أقرب أصدقائه. يحث توماس غراي، وهو محامي ادّعاء متعجرف ومتملق، نات على «الاعتراف» بجرائمه والتصالح مع الله. يبدأ نات بالتفكير في ماضيه ويروي الرواية في سلسلة من الذكريات المسترجعة.
كان سامويل تيرنر سيّد نات الأول، أرستقراطي فيرجيني ثري آمن في تثقيف عبيده. تعلم نات القراءة والكتابة، وأصبح نجارًا ماهرًا أيضًا. لسوء الحظ، عندما كان نات ما يزال طفلًا، اغتصب مشرف أيرلندي والدته بوحشية بينما كان السيّد غائبًا. تترك هذه التجربة المؤلمة في نات حقدًا ملتهبًا على البيض واشمئزازًا سريًا من الجسد الأنثوي والفعل الجنسي.
وعد سامويل تيرنر نات بمنحه الحرية بصورة مبهمة، لكن يُباع نات بدلًا عن ذلك جراء سلسلة من حالات سوء الفهم إلى واعظ مُعدم اسمه القس إبّيس. إبّيس مثليٌ مُريّل دنسٌ مهووسٌ بالصبية الصغار، وقد عزم على جعل نات «يمتعه» عند أقرب فرصة. رغم أن نات لم يكن مهتمًا بالشابات بصفة خاصة في هذه المرحلة، لكنه يجد إبّيس بغيضًا ويجفل من التواصل الجسدي. يائسًا، سرعان ما يبيع إبّيس نات الشاب إلى زوج من المزارعين المتخلفين القساة الذين يجلدان العبد الفَزِع الحَيّي بوحشية ويعاملانه كحيوان. يعظم هذا عداءه المتنامي تجاه البيض.
بعد التنقل بين عدة سادة لعدد من السنوات، ينتهي الأمر بنات مُلكًا لمزارع كادح مُجدٍّ اسمه ترافيس. يسمح ترافيس لنات بممارسة مهاراته في النجارة والقراءة في كتابه المقدس ووعظ العبيد الآخرين. أثناء صومه الديني بعيدًا في الغابة المهجورة، تراود نات رؤًى غريبة لملائكة بيض وسود يتقاتلون في السماء. يتوصّل تدريجيًا إلى الإيمان بأن هذه الرؤى تعني أنه مختار لقيادة العرق الأسود في حرب مقدسة مرادها القضاء على كل البيض.

## روابط خارجية
- اعترافات نات تيرنر على موقع الموسوعة البريطانية (الإنجليزية)